# Menhir von Wersau
Der Menhir von Wersau ist ein vorgeschichtlicher Menhir bei Wersau, einem Ortsteil von Brensbach im Odenwaldkreis in Hessen. Der vergrabene Stein wurde 1977 bei Feldarbeiten entdeckt und etwa 70 m von seinem Fundort entfernt, auf der Kreisgrenze zwischen Odenwaldkreis und Landkreis Darmstadt-Dieburg wieder aufgerichtet.

## Lage
Der Stein befindet sich nun am Waldrand, westlich von Wersau. Er steht auf einem östlichen Ausläufer des Bensenböhlskopfs, auf dem sich bis Anfang der 1970er Jahre mehrere bronzezeitliche Hügelgräber, zum Teil mit eisenzeitlichen Nachbestattungen befanden. Die Entfernung vom Fundort des Menhirs zu den einstigen Hügelgräbern beträgt ca. 400 m.

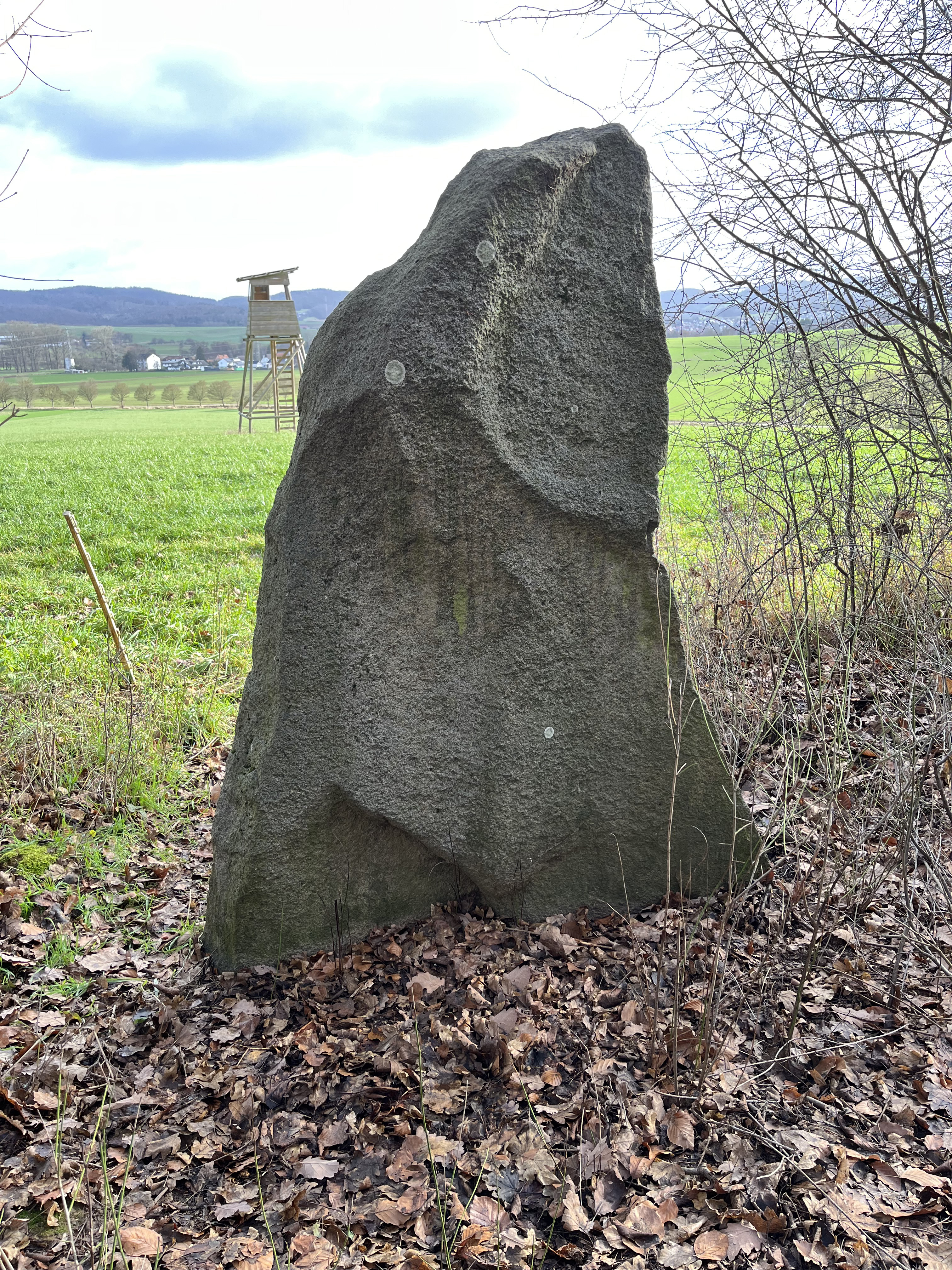
Rückseite

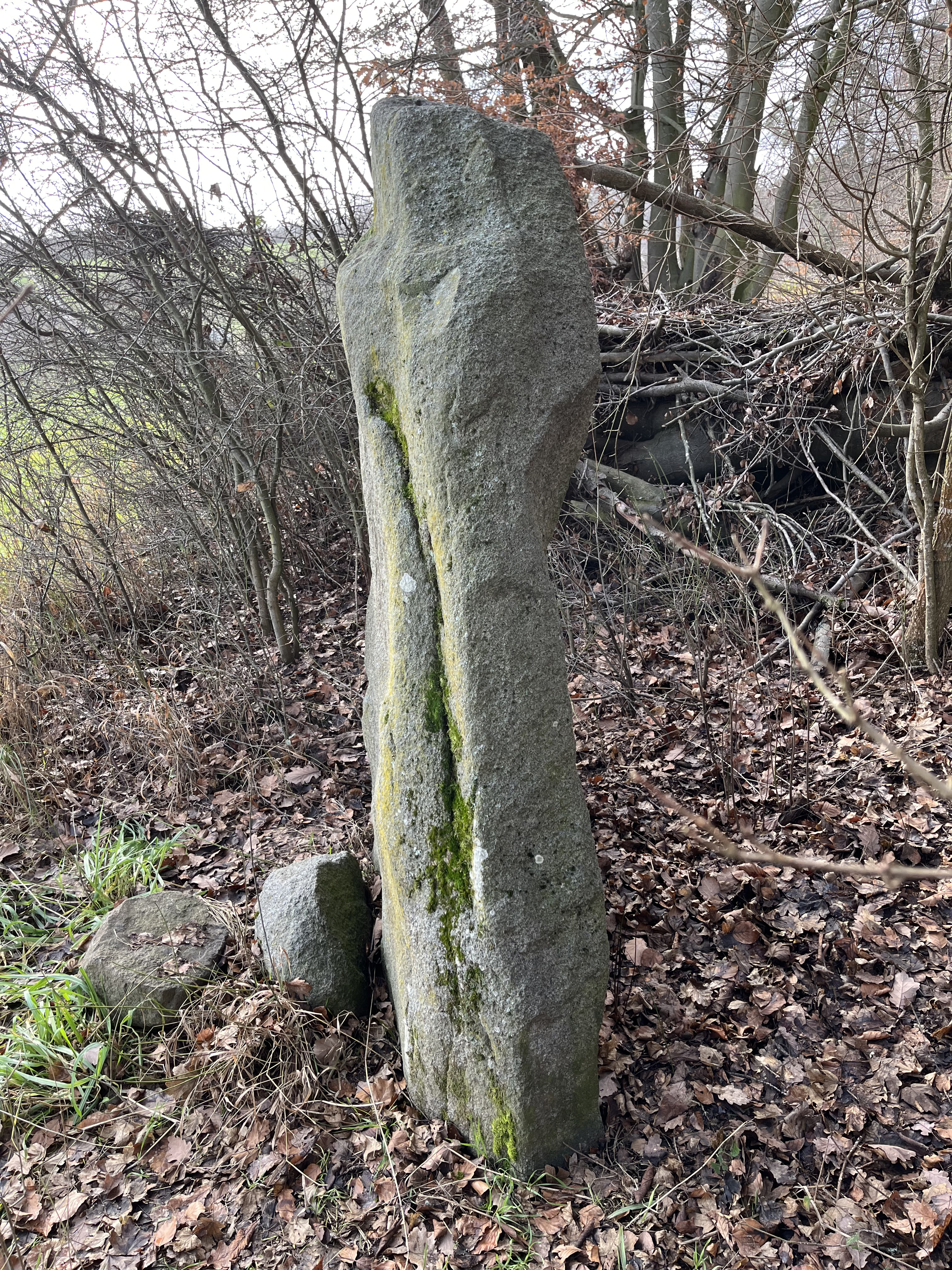
Seitenansicht

## Beschreibung
Der Menhir besteht aus bergsträßer Diorit; das Gestein stammt vom nahe gelegenen Bensenböhlskopf. Der Stein ist plattenförmig und leicht geschwungen. Sein oberirdisch sichtbarer Teil hat eine Höhe von 180 cm, eine Breite von 120 cm und eine Dicke von 40 cm. Seine Gesamthöhe beträgt 295 cm; die breiteste Stelle liegt unterirdisch und misst 150 cm.
Die Ausgrabung im Jahr 1977 wurde vom Archäologen Norbert Fischer (LfD Wiesbaden) geleitet und gemeinsam mit ehrenamtlichen Helfern der AVA Dieburg und der Forschungsgemeinschaft Schnellerts durchgeführt. Bei der Grabung fand man neben dem Menhir noch fünf 20–40 cm große Steine, aus hier ebenfalls anstehendem "Bergsträßer metamorphem Schiefer", die vermutlich als Stütz- und Keilsteine dienten. Unter dem Menhir konnten noch Spuren von Keramik und Holzkohle entdeckt werden.

## Beobachtung
Im März 2019 machten Mitglieder des Heimat- und Geschichtsvereins Wersau eine interessante Beobachtung. Vom ursprünglichen Standort des Menhirs betrachtet, erscheint am Morgen der Tag-und-Nacht-Gleichen (Äquinoktium) die aufgehende Sonne in einer markanten Einkerbung der östlichen Horizontlinie. Die Kerbe wird durch zwei versetzte Anhöhen im Wald bei Brensbach und Höllerbach gebildet und ist somit unabhängig von der Bewaldungssituation des Gebietes vorhanden.
Die Tag-und-Nacht-Gleichen, im März und September, markieren für die Landwirtschaft die entscheidend wichtigen Zeiträume für Aussaat und Ernte. Ob unsere Vorfahren den Standort des Wersauer Menhirs auch bewusst für eine dementsprechende zeitliche Orientierung wählten oder es sich um einen reinen Zufall handelt, steht zur Diskussion.

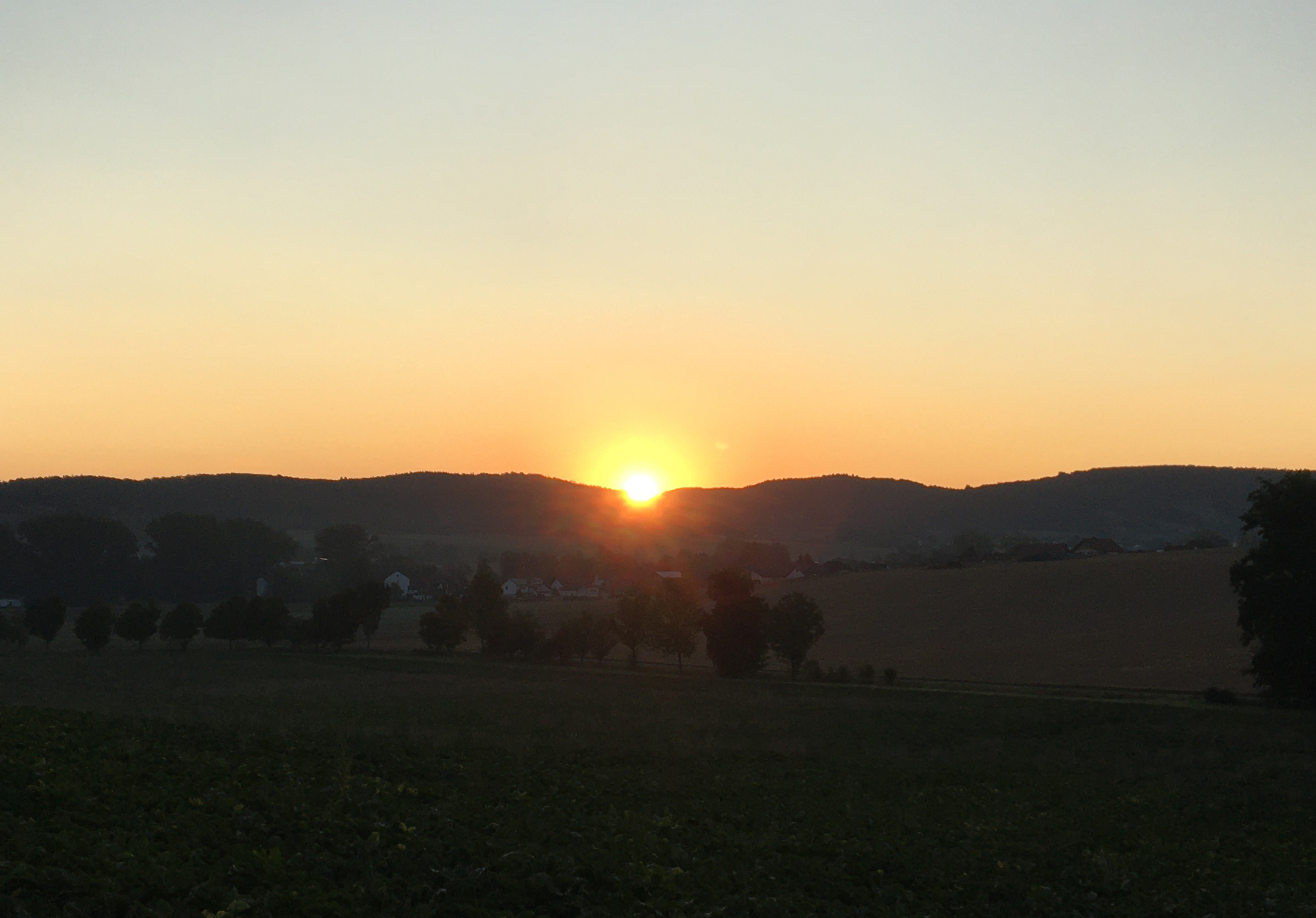
Sonnenaufgang zur Tag-und-Nacht-Gleichen, beobachtet vom Fundort des Menhirs